# St. Leo der Große (St. Leon-Rot)

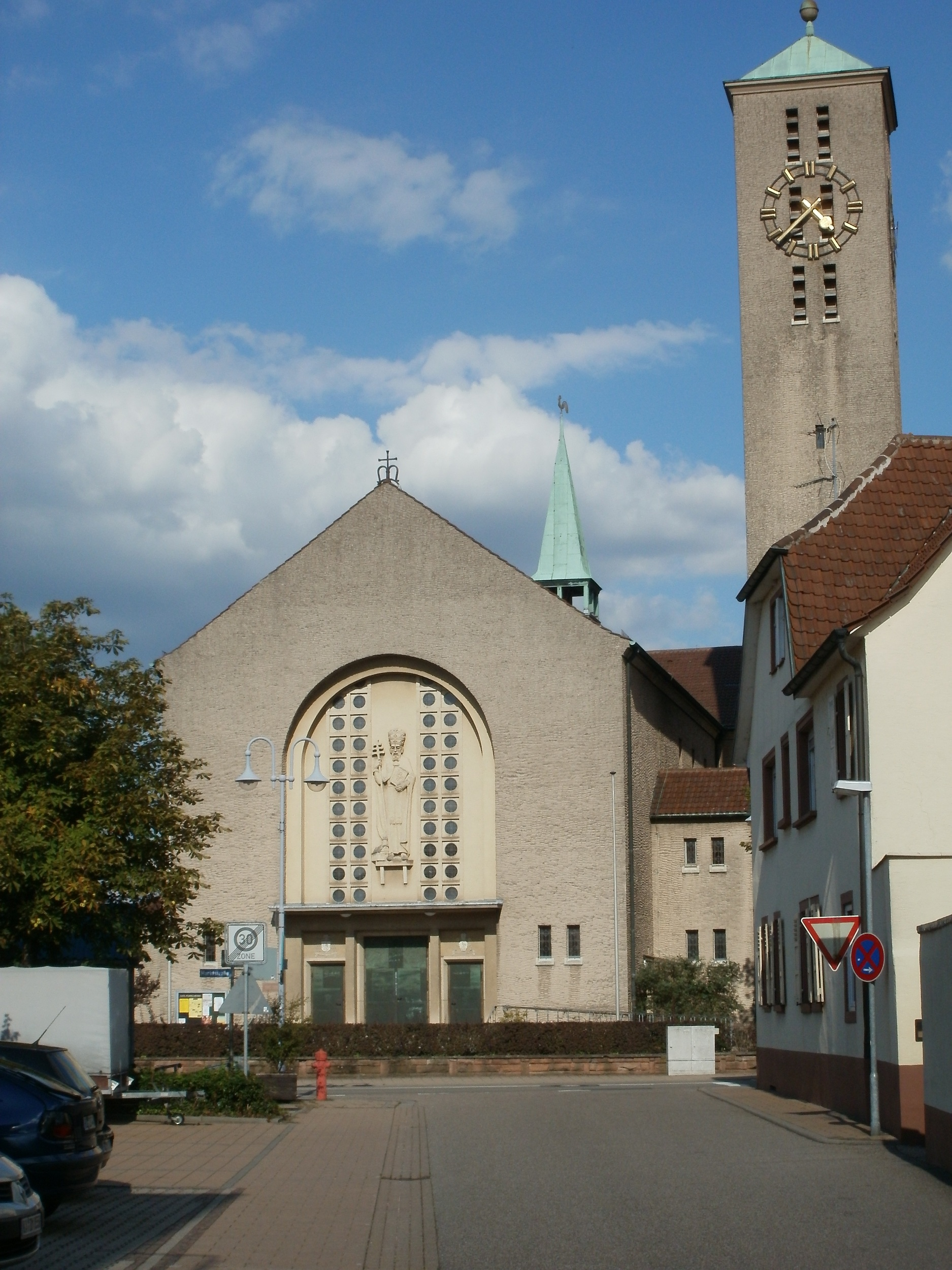
St. Leo der Große in St. Leon-Rot

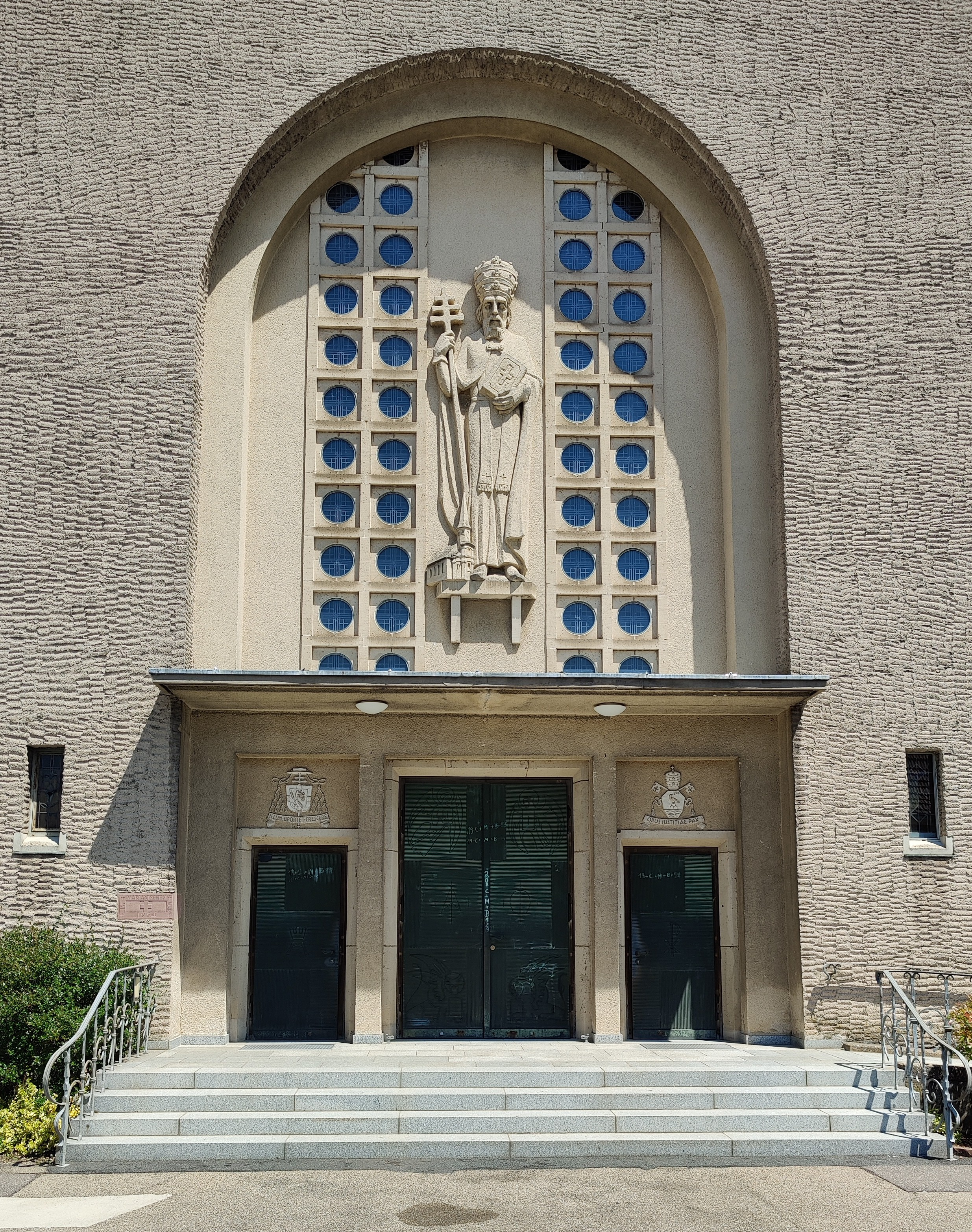
Portal

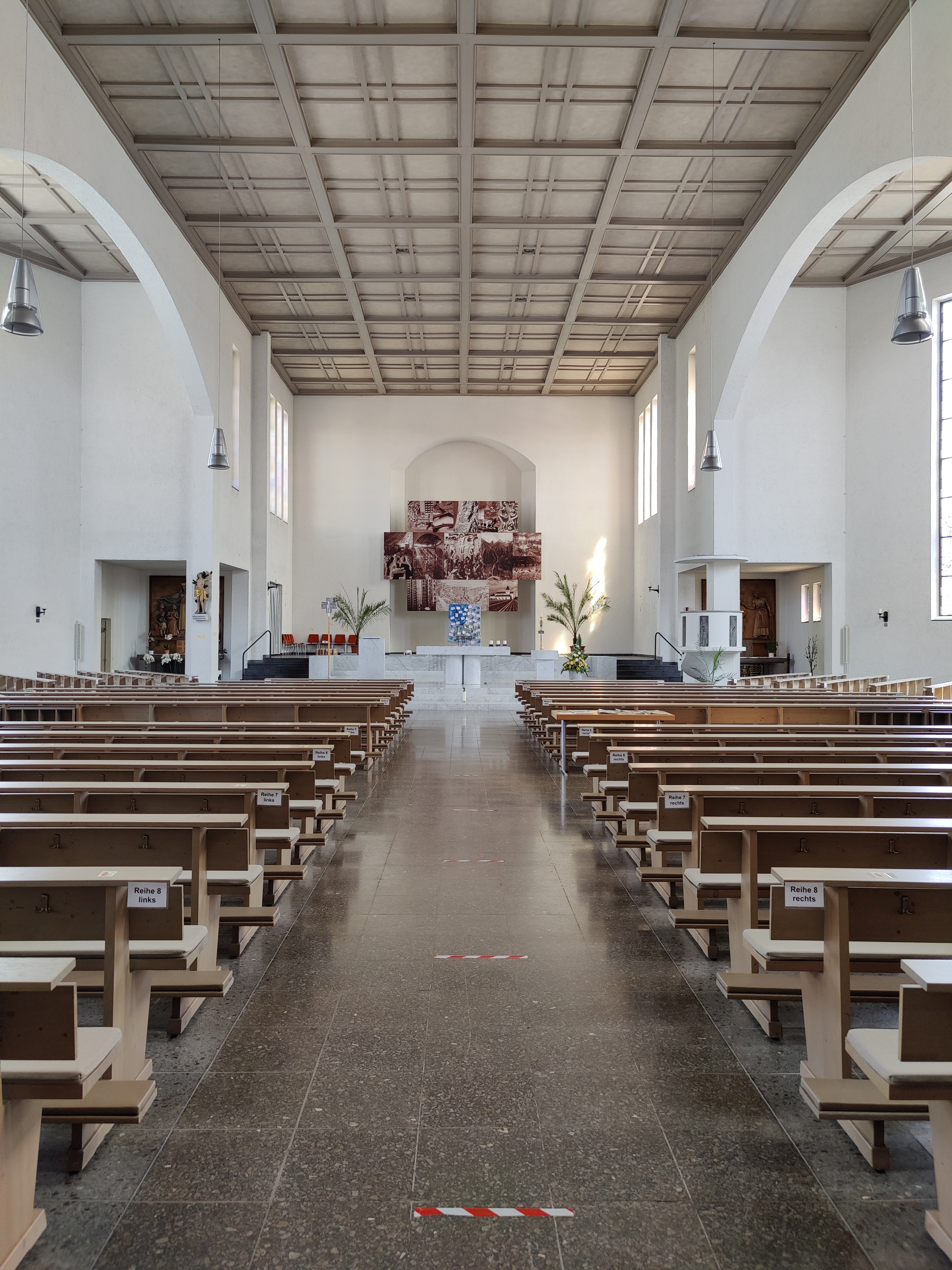
Inneres, Blick zum Altar

Die römisch-katholische Pfarrkirche St. Leo der Große im Ortsteil St. Leon der Gemeinde St. Leon-Rot wurde 1955 erbaut. Sie ersetzte eine ältere Kirche, deren Ursprünge noch im Mittelalter lagen. Sie gehört zur Seelsorgeeinheit Walldorf-St.Leon-Rot im Dekanat Wiesloch der Erzdiözese Freiburg.

## Geschichte
In St. Leon bestand bis zum hohen Mittelalter das Kanonikerstift St. Leo. Anschließend war der Ort noch Sitz eines Dekanats. Eine Pfarrei wird 1219, eine zu Ehren des heiligen Leo geweihte Kirche 1289 erstmals urkundlich genannt. Die alte Kirche bekam 1701/02 einen hölzernen Turm, der 1726 wieder abgerissen wurde. 1751 wurde ein neuer Turm fertiggestellt. 1807 wurde das Langhaus erneuert.
Um die Kirche herum befand sich der ursprüngliche Friedhof von St. Leon. 1840 wurde der heutige Friedhof am Ortsrand angelegt.
Um 1900 war die alte Kirche zu klein und baufällig geworden. Nicht zuletzt wegen der Notzeiten der beiden Weltkriege dauerte die Diskussion um die Erweiterung und den teilweisen Abriss der alten Kirche fünf Jahrzehnte an. Zwar standen Teile des alten Bauwerks unter Denkmalschutz und sollte zumindest der Turm für die neue Kirche erhalten bleiben, doch entschloss man sich 1954 dennoch für einen Abriss der gesamten alten Kirche und einen vollständigen Neubau. Ein altes Epitaph für den Ortspfarrer Johann Michael Weller (1678–1734), das sich einst im Chor der alten Kirche befand, blieb im Pfarrgarten erhalten.
Die Pläne für die neue Kirche fertigte Albert Boßlet. Das Richtfest wurde am 8. August 1955 gefeiert, die Weihe der Kirche erfolgte nach halbjähriger Bauzeit am 25. November 1955 durch Bischof Eugen Seiterich. Nach Boßlets Tod wurde die Kirche unter Denkmalschutz gestellt.

## Beschreibung

### Außen
Die Kirche ist nach Nordosten ausgerichtet, das Langhaus mündet in einen niedrigeren, dreieckigen Chor und hat ein ebenfalls auf beiden Seiten dreieckig schließendes Querschiff, das seitlich nur wenig über die Seitenschiffe hinausragt, diese aber von der Höhe überragt, so dass sich in der Dachlandschaft annähernd eine Kreuzform ergibt. An der westlichen Giebelseite befindet sich über dem Hauptportal in einer rundbogigen Nische eine etwa vier Meter hohe Reliefplastik des Kirchenpatrons Leo, zu dessen Füßen ein Modell der alten Kirche steht, zwischen zwei vertikalen Lichtbändern aus Betonformsteinen mit runden Öffnungen.
Im Südosten auf Höhe der Eingangsfassade befindet sich der frei stehende Glockenturm mit nahezu quadratischem Grundriss und einem Pyramidendach, der durch einen Verbindungstrakt mit dem Kirchengebäude verbunden ist. In ihm befindet sich ein fünf-stimmiges Glockengeläut aus Bronze. Eine sechste Glocke, die aber stillgelegt ist, hängt im nach allen Seiten offenen Dachreiter über der Vierung. Alle Glocken stammen aus der Gießerei von F. W. Schilling in Heidelberg.
| Glocke        | Gussjahr | Gewicht | Durchmesser | Schlagton |
| ------------- | -------- | ------- | ----------- | --------- |
| 1             | 1958     | 1420 kg | 1700 mm     | cisʹ+1    |
| 2             | 1958     | 1250 kg | 1139 mm     | disʹ+1    |
| 3             | 1951     | 1010 kg | 624 mm      | fisʹ+1    |
| 4             | 1952     | 920 kg  | 0450 mm     | gisʹ+1    |
| 5             | 1951     | 0800 kg | 0295 mm     | aisʹ+1    |
| Im Dachreiter |          |         |             |           |
| 6             | 1951     | 0685 kg | 0~168 mm    | cisʹʹ     |

Die Glocken des Hauptgeläuts sind in den Uhrschlag der Turmuhr einbezogen, deren  Zifferblätter auf allen vier Seiten des Turms die Uhrzeit anzeigen. Glocke 1 und 2 sorgen für den wiederholenden Stundenschlag, zu jeder Viertelstunde ertönen die Glocken 3, 4 und 5.

### Innen

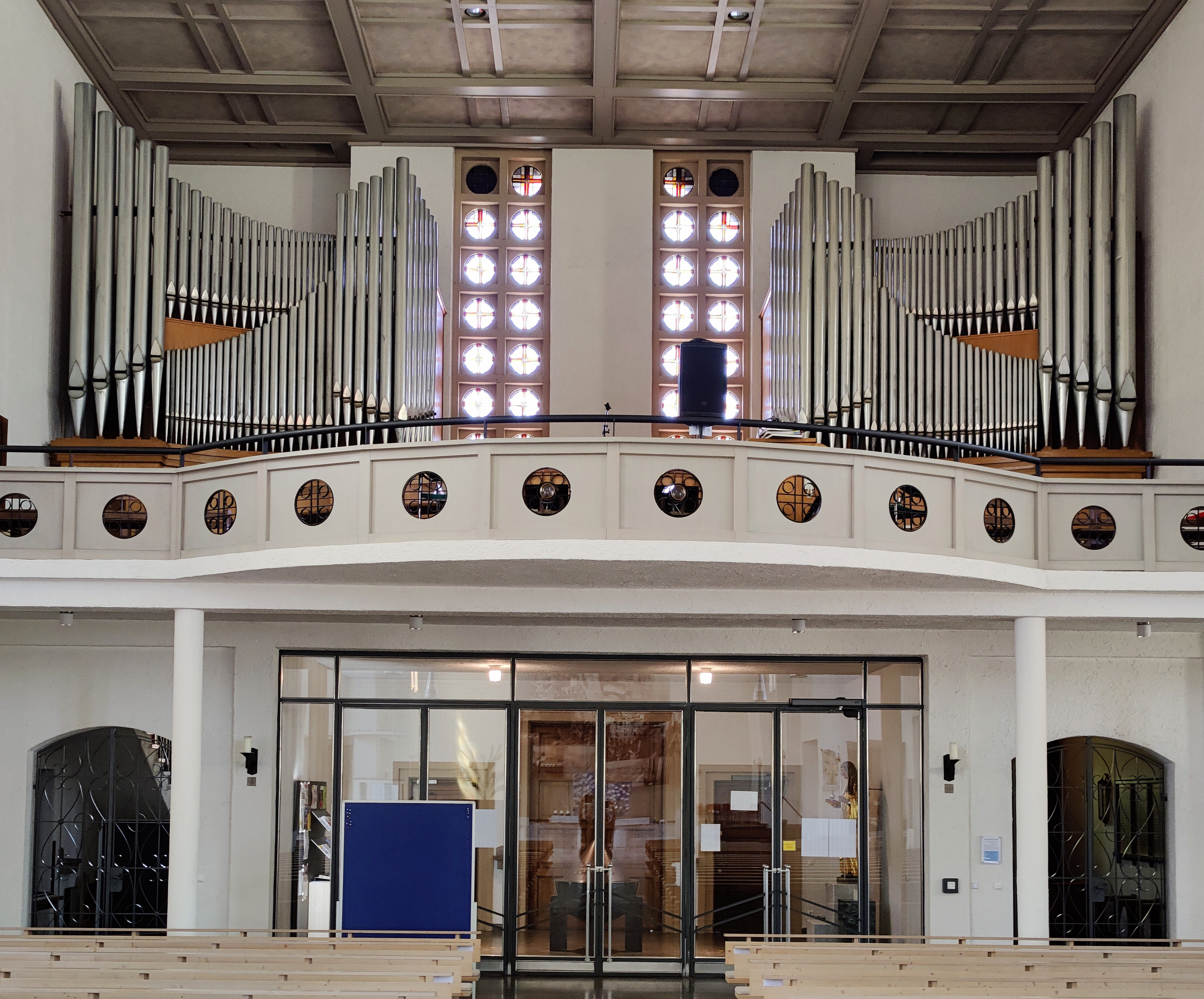
Eingang, Orgel, Empore

Das Langhaus der Kirche weist drei Schiffe auf, die im Stil einer Basilika von Trennwänden mit weiten Öffnungen mit flachen Rundbögen gegliedert werden. Alle Schiffe sind von einer flachen Kassettendecke überspannt. Das Kircheninnere ist bewusst relativ schmucklos gehalten, um die klare Formensprache des Äußeren aufzugreifen. Die Kanzel rechts des Altars wurde ebenfalls von Architekt Boßlet entworfen.
Das 6,4 Meter breite und 4,5 Meter hohe Altarbild in Kreuzesform hinter dem Hauptaltar ist aus 15 bedruckten Metallplatten zusammengesetzt, die das Geschehen der Kreuzigung unmittelbar mit unserer heutigen Welt in Beziehung setzen. Es wurde 2003 von dem Freiburger Künstler Tobias Eder gestaltet, der auch für die Neugestaltung des Altarbereichs verantwortlich war.
Die hochrechteckigen Glasfenster der Kirche zeigen u. a. die Christophoruslegende sowie verschiedene Heiligengestalten.
Die Orgel auf der Empore über dem Haupteingang ist das Opus 637 der Gebrüder Späth aus dem Jahr 1956. Sie verfügt über 38 Register auf drei Manualen und Pedal.